# César Baena
César Renato Baena (Caracas, 13 gennaio 1961) è un allenatore di calcio ed ex calciatore venezuelano, di ruolo portiere.

## Carriera

### Club
Dal 1982 al 2002 ha giocato per il Caracas Fútbol Club, vincendo quattro campionati nazionali e tre coppe del Venezuela. È uno dei giocatori con più presenze per il club della capitale, avendovi giocato per 20 anni.

### Nazionale
Ha giocato per il Venezuela dal 1983 al 2002, partecipando a quattro edizioni della Copa América e totalizzando 21 presenze.

## Palmarès

### Club

#### Competizioni nazionali
- Campionato venezuelano: 4

Caracas: 1991-1992, 1993-1994, 1996-1997, 2000-2001
- Coppa del Venezuela: 4

Caracas: 1988, 1994, 1995, 2001
- Campionato venezuelano di seconda divisione: 1

Caracas: 1984